# Cheiloclinium cognatum

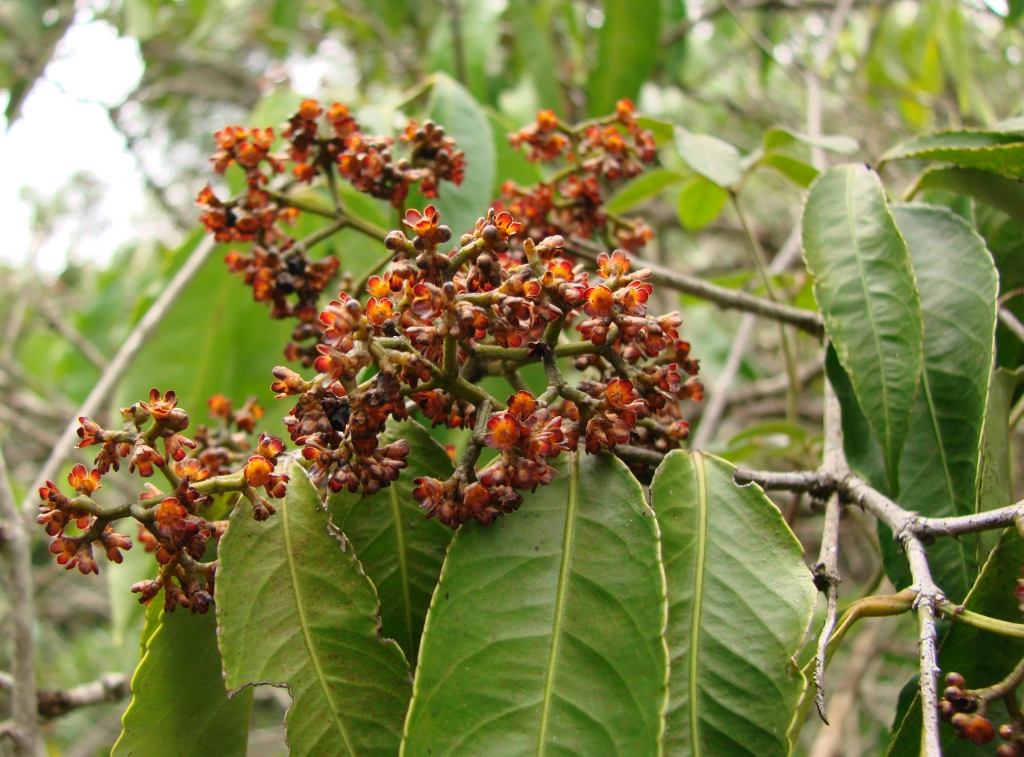
Blütenstand

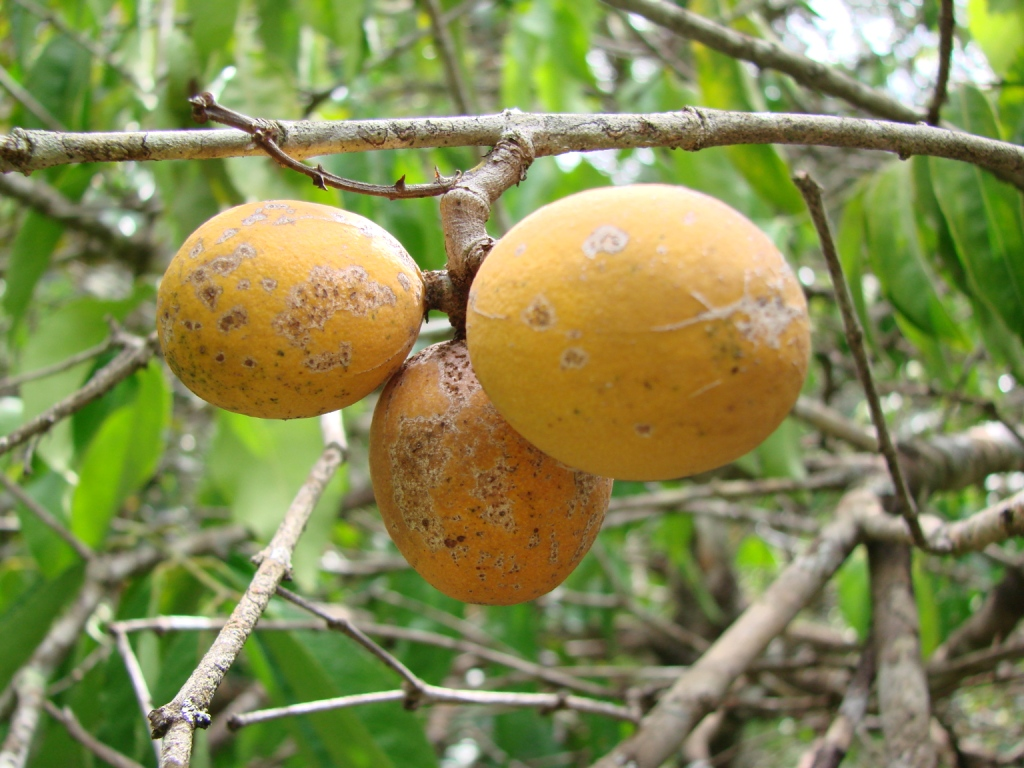
Früchte

Cheiloclinium cognatum ist eine Pflanzenart in der Familie der Spindelbaumgewächse aus dem mittleren bis nördlichen Süd- bis nach Mittelamerika.

## Beschreibung
Cheiloclinium cognatum wächst als meist immergrüner, teils kletternder Strauch oder kleiner Baum bis zu 12 Meter oder etwas mehr hoch. Die braune bis gräulich-braune Borke ist im Alter dick und rissig.
Die einfachen, kurz gestielten und leicht ledrigen, kahlen Laubblätter sind gegenständig. Der kurze Blattstiel ist bis 5–10 Millimeter lang. Die eilanzettlichen bis lanzettlichen oder verkehrt-eilanzettlichen, schwach feingekerbten, -gesägten oder gekerbten bis entfernt feingezähnten Blätter sind zugespitzt oder bespitzt bis geschwänzt. Sie sind bis 20–25 Zentimeter lang und bis 7–9 Zentimeter breit. Die Nebenblätter fehlen.
Es werden achselständige, bis etwa 10 Zentimeter lange, rispige oder thyrsige Blütenstände gebildet. Die fast sitzenden bis kurz gestielten, sehr kleinen und fünfzähligen, gelben bis orange-roten, -dunkelvioletten, zwittrigen Blüten besitzen eine doppelte Blütenhülle. Es sind 3 kurze Staubblätter, die im lappigen Diskus stehen und ein oberständiger, dreikammeriger, -lappiger Fruchtknoten mit sitzender, gelappter Narbe ausgebildet.
Es werden rundliche bis ellipsoide und ledrige, gelbe bis orange, 3,5–5 Zentimeter große, mehrsamige, dickschalige, kahle Früchte, Beeren gebildet. Die bis etwa 3–6, eiförmigen bis rundlichen, braunen Samen sind bis 1,2–2 Zentimeter lang. Sie sind von einem gelblichen und gelatinösen Arillus umhüllt.

## Verwendung
Die süßlichen, angenehm schmeckenden Früchte sind essbar.